# Ceratopogon blanchardi
Ceratopogon blanchardi är en tvåvingeart som först beskrevs av Iches 1906.  Ceratopogon blanchardi ingår i släktet Ceratopogon och familjen fjädermyggor. Inga underarter finns listade i Catalogue of Life.

## Bildgalleri

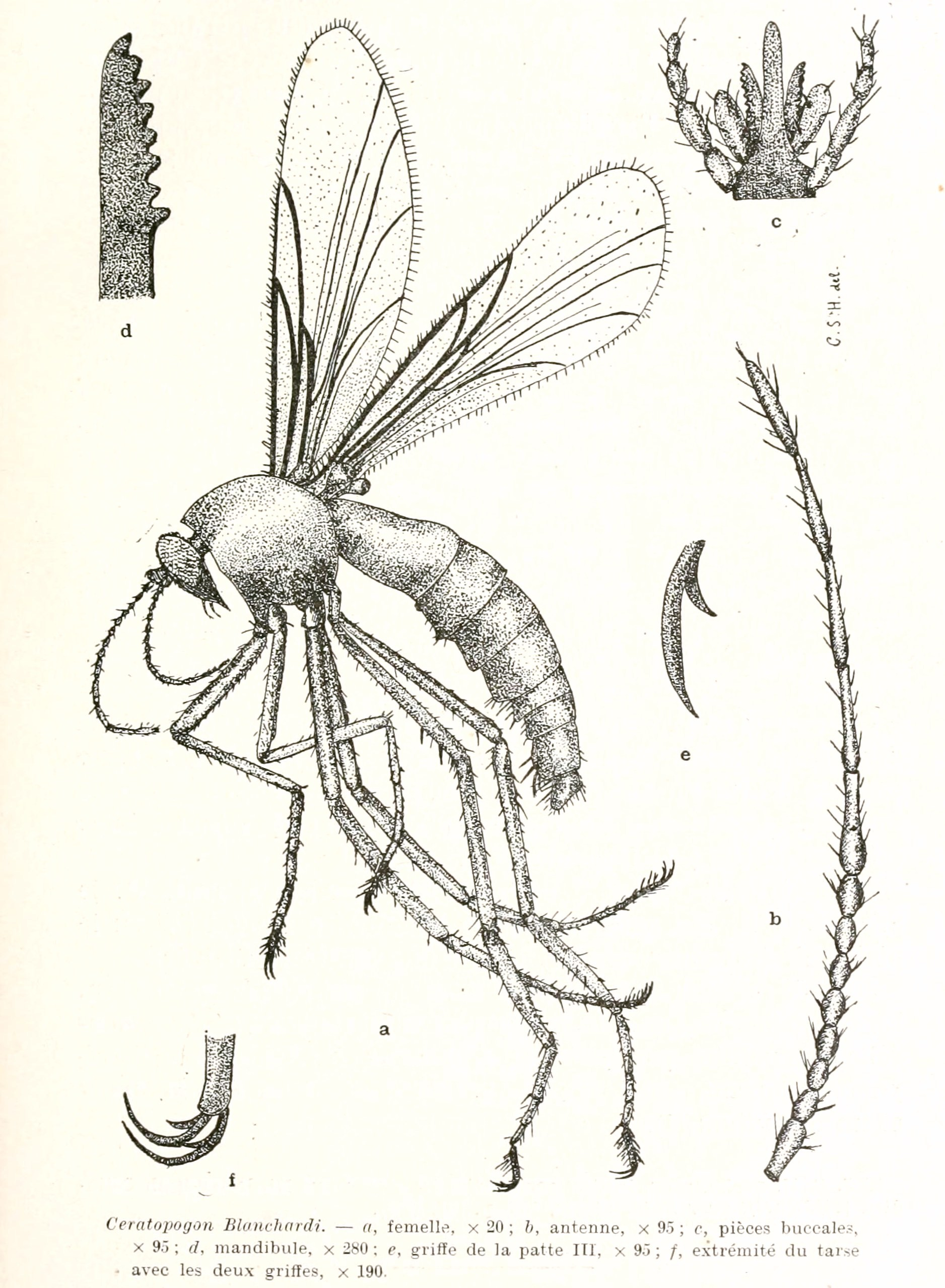